# Kurt Max Runte
Kurt Max Runte (* 27. November 1961 in Wetaskiwin, Alberta) ist ein kanadischer Schauspieler.

## Leben
Runte wurde am 27. November 1961 in Wetaskiwin geboren. Er ist Absolvent der University of Victoria. Als Theaterdarsteller wirkte er auf verschiedenen Bühnen in Edmonton mit. Erste Tätigkeiten als Fernsehdarsteller nahm er Mitte der 1990er Jahre wahr. 2009 spielte er die Rolle des Gunther Lutz im Film Last Impact – Der Einschlag. Im selben Jahr spielte er die Rolle des Kapitain Yolenkov im Katastrophenfilm Der Polarsturm. Im Folgejahr übernahm er die Rolle des Wallace im Katastrophenfilm Eisbeben – Alarm in der Arktis. 2016 übernahm er die Rolle des Dale Milbury im Film Hello Destroyer, für dessen Leistungen er auf dem Vancouver Film Critics Circle als bester Nebendarsteller in einer kanadischen Filmproduktion ausgezeichnet wurde.  2017 spielte er im Nicolas-Cage-Film The Humanity Bureau – Flucht aus New America in der Rolle des Adolf Schroder mit.

## Filmografie (Auswahl)
- 1996: Der Polizeichef – Eis im Blut (The Commish, Fernsehserie, Episode 5x04)
- 1996: Fröhliche Weihnachten Mr. Präsident (The Angel of Pennsylvania Avenue, Fernsehfilm)
- 1997: Schwiegermutter – Du zerstörst meine Familie (The Perfect Mother, Fernsehfilm)
- 1997: Millennium – Fürchte deinen Nächsten wie Dich selbst (Millennium, Fernsehserie, Episode 1x18)
- 1997: Der Sentinel – Im Auge des Jägers (The Sentinel, Fernsehserie, Episode 2x24)
- 1997–1998: Akte X – Die unheimlichen Fälle des FBI (The X-Files, Fernsehserie, 2 Episoden, verschiedene Rollen)
- 1998: Kopfgeld für mich (Dirty Little Secret, Fernsehfilm)
- 1998: Shoes Off! (Kurzfilm)
- 1998: Auf kalter Spur (Cold Squad, Fernsehserie, Episode 2x03)
- 1998: Viper (Fernsehserie, Episode 4x04)
- 1998: Eine wüste Bescherung (I’ll Be Home for Christmas)
- 1998: Stargate – Kommando SG-1 (Stargate SG-1, Fernsehserie, Episode 2x16)
- 1999: Das Netz – Todesfalle Internet (The Net, Fernsehserie, Episode 1x21)
- 1999: Sweetwater (Fernsehfilm)
- 1999: Something More
- 1999: Daydrift
- 1999: Virtual Reality – Kampf ums Überleben (Harsh Realm, Fernsehserie, Episode 1x01)
- 1999: Da Vinci’s Inquest (Fernsehserie, Episode 2x09)
- 2000: Hollywood Off-Ramp (Fernsehserie, Episode 1x03)
- 2000: Red Deer
- 2000: First Wave – Die Prophezeiung (First Wave, Fernsehserie, Episode 3x06)
- 2001: Dark Angel (Fernsehserie, Fernsehserie, Episode 1x14)
- 2001: Josie and the Pussycats
- 2001: Mysterious Ways (Fernsehserie, Episode 1x22)
- 2001: Night Visions (Fernsehserie, Episode 1x08)
- 2001: A Perfect Execution (Kurzfilm)
- 2002: Twilight Zone (Fernsehserie, Episode 1x02)
- 2002: Tom Stone (Fernsehserie, Episode 2x03)
- 2002: Taken (Steven Spielberg Presents Taken, Mini-Serie, Episode 1x08)
- 2003: X-Men 2 (X2)
- 2003: Little Brother of War
- 2004: The Thing Below – Das Grauen lauert in der Tiefe (The Thing Below)
- 2004: The Goodbye Girl (Fernsehfilm)
- 2004: Voll gepunktet (The Perfect Score)
- 2004: Stargate – Kommando SG-1 (Stargate SG-1, Fernsehserie, Episode 7x22)
- 2004: Dark Arc
- 2004: Dead Like Me – So gut wie tot (Dead Like Me, Fernsehserie, Episode 2x06)
- 2005: Elektra
- 2005–2006: Reunion (Fernsehserie, 2 Episoden)
- 2006: Battlestar Galactica (Fernsehserie, Episode 2x17)
- 2006: The L Word – Wenn Frauen Frauen lieben (The L Word, Fernsehserie, Episode 3x09)
- 2006: The Evidence (Fernsehserie, Episode 1x02)
- 2006: Godiva’s (Fernsehserie, 2 Episoden)
- 2006: The Tooth Fairy
- 2006: Kyle XY (Fernsehserie, 6 Episoden)
- 2007: Code Name: The Cleaner
- 2007: The Last Trimester (Fernsehfilm)
- 2007: You, Me, Love
- 2007: Painkiller Jane (Fernsehserie, Episode 1x14)
- 2007: Bionic Woman (Fernsehserie, Episode 1x02)
- 2007: Aliens vs. Predator 2 (Aliens vs. Predator: Requiem)
- 2007: The Virgin of Akron, Ohio (Fernsehserie, Episode 1x01)
- 2007: Tödliche Verschwörung (Lost Behind Bars, Fernsehfilm)
- 2007: Supernatural (Fernsehserie, Episode 2x12)
- 2008: Andromeda – Tödlicher Staub aus dem All (The Andromeda Strain, Fernsehfilm)
- 2008: Der Todes-Twister (NYC: Tornado Terror, Fernsehfilm)
- 2008: Fatal Kiss (Fernsehfilm)
- 2008: Der Tag, an dem die Erde stillstand (The Day the Earth Stood Still)
- 2009: Last Impact – Der Einschlag (Impact, Mini-Serie, Episode 1x02)
- 2009: Der Polarsturm (Polar Storm, Fernsehfilm)
- 2009: Eureka – Die geheime Stadt (Eureka, Fernsehserie, Episode 3x09)
- 2009: Smallville (Fernsehserie, Episode 9x04)
- 2009: Christmas Crash
- 2009: Smile of April
- 2009: Charly (Kurzfilm)
- 2010: The Tortured – Das Gesetz der Vergeltung (The Tortured)
- 2010: Eisbeben – Alarm in der Arktis (Ice Quake, Fernsehfilm)
- 2011: Chaos (Fernsehserie, Episode 1x11)
- 2011: Apollo 18
- 2011: Fringe – Grenzfälle des FBI (Fringe, Fernsehserie, Episode 4x05)
- 2012: Underworld: Awakening
- 2012: Fairly Legal (Fernsehserie, Episode 2x03)
- 2012: The Wishing Tree (Fernsehfilm)
- 2012: Shadowplay (Kurzfilm)
- 2013: The Runner (Fernsehserie, Episode 1x02)
- 2013: Cedar Cove – Das Gesetz des Herzens (Cedar Cove, Fernsehserie, Episode 1x04)
- 2013: Destroyer (Kurzfilm)
- 2013: Yellowhead (Kurzfilm)
- 2014: Supernatural (Fernsehserie, Episode 9x17)
- 2014: Godzilla
- 2014: Signed, Sealed, Delivered (Fernsehserie, Episode 1x06)
- 2014: Rush (Fernsehserie, Episode 1x04)
- 2014: Scammerhead
- 2015: Bison (Kurzfilm)
- 2015: Ein Bräutigam zu viel (Bridal Wave, Fernsehfilm)
- 2015: The Unauthorized Beverly Hills, 90210 Story (Fernsehfilm)
- 2016: The Unseen
- 2016: Motive (Fernsehserie, Episode 4x12)
- 2016: Dark Harvest
- 2016: Hello Destroyer
- 2016: Timeless (Fernsehserie, Episode 1x01)
- 2016: Mamas Geheimnis (Mommy's Secret, Fernsehfilm)
- 2016: Shooter (Fernsehserie, Episode 1x01)
- 2017: Little Pink House
- 2017: Tomato Red: Blood Money
- 2017: The Humanity Bureau – Flucht aus New America (The Humanity Bureau)
- 2018: The Bletchley Circle: San Francisco (Fernsehserie, 2 Episoden)
- 2018: Chilling Adventures of Sabrina (Fernsehserie, 3 Episoden)
- 2018: The Fish & The Sea (Kurzfilm)
- 2019: iZombie (Fernsehserie, 2 Episoden)